# 入遠野村
入遠野村（いりとおのむら）は福島県南東部、石城郡に属していた村。現在のいわき市南東部（遠野地区）北部、鮫川支流の入遠野川流域にあたる。なお現在、旧村域に属する大字は遠野町を冠する。

## 地理
- 山：御斉所山、鶴石山、往生山
- 河川：入遠野川

## 歴史
- 1889年（明治22年）4月1日 - 町村制の施行により、入遠野村、上根本村、大平村が合併して菊多郡入遠野村が発足。
- 1896年（明治29年）4月1日 - 所属郡が石城郡に変更。
- 1955年（昭和30年）3月31日 - 上遠野村と合併して遠野町が発足。同日入遠野村廃止。
- 1966年（昭和41年）10月1日 - 遠野町が平市・常磐市・磐城市・内郷市・勿来市、石城郡小川町・四倉町・川前村・田人村・好間村・三和村、双葉郡久之浜町・大久村と合併していわき市が発足。